# Luciano Ercoli
Luciano Ercoli, né à Rome le 19 octobre 1929, et mort le 15 mars 2015 à Barcelone, est un producteur, réalisateur et scénariste italien. Il a notamment tourné plusieurs gialli et mis en scène son épouse, l'actrice espagnole Nieves Navarro.

## Biographie
Luciano Ercoli fait ses premiers pas au cinéma comme assistant réalisateur pour Zeglio, Francisci, Matarazzo et Fregonese,.
Tout au long des années 1960, il se consacre essentiellement à la production. Il participe à des coproductions franco-italiennes (Fantomas, Le Gentleman de Cocody et Furia à Bahia pour OSS 117), produit deux films avec Totò en vedette ainsi que trois réalisations de Duccio Tessari (dont le diptyque de Western spaghetti Ringo avec Giuliano Gemma) qui lancent la carrière de l'actrice espagnole Nieves Navarro.
Il passe à la réalisation en 1970, s'illustrant dans le giallo avec des titres comme Photo interdite d'une bourgeoise, Nuits d'amour et d'épouvante, La mort caresse à minuit ou Troppo rischio per un uomo solo avec Nieves Navarro qui tient maintenant la vedette sous le pseudonyme de Susan Scott.
Ercoli, « un des premiers réalisateurs à être monté dans le train du thriller », réalise un film de genre poliziottesco (La polizia ha le mani legate) et une comédie policière (La bidonata) puis se retire du cinéma après avoir hérité d'une fortune.
Luciano Ercoli a épousé Nieves Navarro en 1972. Après avoir longtemps vécu en Italie, le couple s'était ensuite installé à Barcelone.

## Filmographie

### Comme réalisateur
- 1970 : Photo interdite d'une bourgeoise (Le foto proibite di una signora per bene) (avec Nieves Navarro)
- 1971 : Nuits d'amour et d'épouvante (La morte cammina con i tacchi alti) (avec Nieves Navarro)
- 1972 : La mort caresse à minuit (La morte accarezza a mezzanotte) (avec Nieves Navarro)
- 1973 : Dérapage contrôlé (Troppo rischio per un uomo solo) (avec Nieves Navarro)
- 1974 : La police a les mains liées ou Boites à fillettes (La polizia ha le mani legate)
- 1974 : Il figlio della sepolta viva (it) (sous le nom d'André Colbert)
- 1974 : Lucrezia giovane (it) (sous le nom d'André Colbert)
- 1977 : La bidonata (it) (avec Nieves Navarro)

### Comme assistant réalisateur
- 1953 : Capitan Fantasma (Le capitaine fantastique) de Primo Zeglio (deuxième assistant, non crédité)
- 1954 : Attila, fléau de Dieu (Attila, il flagello di Dio) de Pietro Francisci
- 1955 : La risaia (La Fille de la rizière) de Raffaello Matarazzo
- 1959 : I girovaghi de Hugo Fregonese

### Comme producteur exécutif
- 1959 : Les Nuits du monde (Il mondo di notte) de Luigi Vanzi

### Comme producteur
- 1961 : Odissea nuda (Odyssée nue) de Franco Rossi
- 1963 : Il comandante de Paolo Heusch
- 1964 : Totò d'Arabia de José Antonio de la Loma (avec Nieves Navarro)
- 1964 : Che fine ha fatto Totò Baby? de Ottavio Alessi, Mario Castellani et Paolo Heusch
- 1964 : Fantomas d'André Hunebelle
- 1965 : Le Gentleman de Cocody de Christian-Jacque
- 1965 : Un pistolet pour Ringo (Una pistola per Ringo) de Duccio Tessari (avec Nieves Navarro)
- 1965 : Il ritorno di Ringo Le Retour de Ringo de Duccio Tessari (avec Nieves Navarro)
- 1965 : Furia à Bahia pour OSS 117 d'André Hunebelle
- 1966 : Très honorable correspondant (Kiss Kiss... Bang Bang) de Duccio Tessari (avec Nieves Navarro)
- 1967 : I lunghi giorni della vendetta (Les longs jours de la vengeance) de Florestano Vancini (avec Nieves Navarro)
- 1968 : Chacun pour soi de Giorgio Capitani
- 1970 : Le foto proibite di una signora per bene de Luciano Ercoli (avec Nieves Navarro)
- 1972 :  La mort caresse à minuit (La morte accarezza a mezzanotte) de Luciano Ercoli (avec Nieves Navarro)

### Comme scénariste
- 1967 : Assassination, d'Emilio Miraglia
- 1973 : Qualcuno ha visto uccidere... (Un par de zapatos del '32) de Rafael Romero Marchent
- 1974 : Lucrezia giovane de Luciano Ercoli (sous le nom d'André Colbert)
- 1977 : La bidonata de Luciano Ercoli

### Comme monteur
- 1970 : Photo interdite d'une bourgeoise (Le foto proibite di una signora per bene) de Luciano Ercoli

## Crédit d'auteurs
- (en) Cet article est partiellement ou en totalité issu de l’article de Wikipédia en anglais intitulé « Luciano Ercoli » (voir la liste des auteurs).